# Vatikánská lira

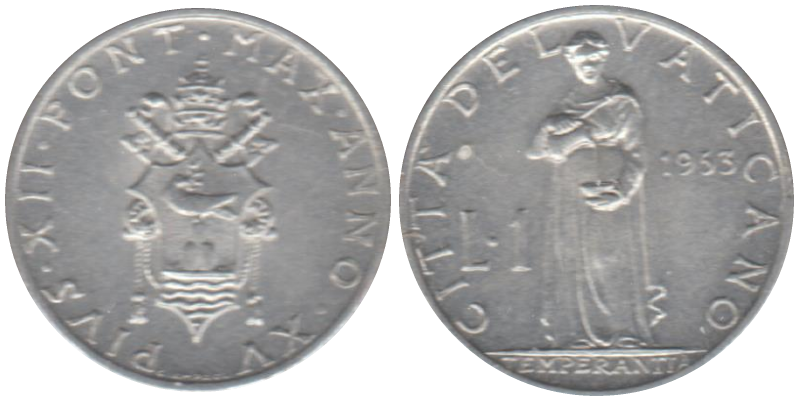
Mince z roku 1953.

Vatikánská lira byla národní měnovou jednotkou Vatikánu v letech 1929 až 2002. 1. ledna 2002 byla nahrazena eurem. Vatikán není členem Evropské unie, ale sdílí měnovou unii s Itálií, proto přešel na euro společně s ní. Vatikánské liry vydávala přímo vatikánská vláda prostřednictvím svého Filatelistického a numismatického úřadu. ISO 4217 kód měny byl VAL.

## Status měny
Po revolučním sjednocení Itálie Giuseppe Garibaldim v letech 1866 - 1870 přestal existovat papežský stát i s vlastní měnou. Až podle Lateránské smlouvy z roku 1929 uznala Itálie územní a politickou nezávislost Vatikánu a mohla vzniknout samostatná vatikánská lira, odvozená z liry italské. Platila také v Itálii a v San Marinu, kde byla vydávána sanmarinská lira.
V roce 2002 byla vatikánská lira nahrazena eurem v poměru 1 euro = 1936,27 lir.

## Mince
Vatikán vydává velké počty pamětních mincí. Z oběžných však byly v oběhu mince v hodnotě 1, 2, 5, 10, 20, 50, 100, 200 (od roku 1978), 500 a 1000 lir. Původně se vatinkánská lira dělila na 100 centesimi, ale po měnové reformě v Itálii v roce 1947 se nejnižším nominálem stala 1 lira.

## Bankovky
Vatikán nikdy nevydal žádné papírové peníze. Ani v době nedostatku mincí v roce 1976 nebyly žádné bankovky vydány. San Marino své nouzovky v hodnotách 150 a 200 lir vydalo.